# Frew McMillan
Frew Donald McMillan, južnoafriški tenisač, * 20. maj 1942, Springs, Južna Afrika.
Frew McMillan je v dvojicah osvojil deset turnirjev za Grand Slam. V posamični konkurenci se je najdlje prebil v četrtfinale na turnirju za Odprto prvenstvo ZDA leta 1972, na turnirjih za Odprto prvenstvo Francije se je najdlje prebil v tretji krog v letih 1967, 1971 in 1972, kot tudi na turnirjih za Odprto prvenstvo Anglije v letih 1970 in 1978, na turnirjih za Odprto prvenstvo Avstralije pa v prvi krog leta 1971. V konkurenci moških dvojic je z Bobom Hewittom trikrat osvojil Odprto prvenstvo Anglije ter po enkrat Odprto prvenstvo Francije in Odprto prvenstvo ZDA, v konkurenci mešanih dvojic, kjer je bila njegova najpogostejša partnerka Betty Stöve, pa po dvakrat Odprto prvenstvo ZDA in Odprto prvenstvo Anglije ter enkrat Amatersko prvenstvo Francije, še štirikrat se je uvrstil v finale turnirjev za Odprto prvenstvo ZDA in dvakrat Odprto prvenstvo Anglije. Leta 1974 je bil član zmagovite južnoafriške reprezentance na Davisovem pokalu. Leta 1992 je bil sprejet v Mednarodni teniški hram slavnih.

## Finali Grand Slamov

### Moške dvojice (5)

#### Zmage (5)
| Leto | Turnir                       | Partner    | Nasprotnika v finalu          | Rezultat finala    |
| 1967 | Prvenstvo Anglije            | Bob Hewitt | Roy Emerson Ken Fletcher      | 6–2, 6–3, 6–4      |
| 1972 | Odprto prvenstvo Francije    | Bob Hewitt | Patricio Cornejo Jaime Fillol | 6–3, 8–6, 3–6, 6–1 |
| 1972 | Odprto prvenstvo Anglije (2) | Bob Hewitt | Stan Smith Erik Van Dillen    | 6–2, 6–2, 9–7      |
| 1977 | Odprto prvenstvo ZDA         | Bob Hewitt | Brian Gottfried Raúl Ramírez  | 6–4, 6–0           |
| 1978 | Odprto prvenstvo Anglije (3) | Bob Hewitt | Peter Fleming John McEnroe    | 6–1, 6–4, 6–2      |

### Mešane dvojice (11)

#### Zmage (5)
| Leto | Turnir                       | Partner         | Nasprotnika v finalu              | Rezultat finala  |
| 1966 | Amatersko prvenstvo Francije | Annette Van Zyl | Ann Haydon Jones Clark Graebner   | 1–6, 6–3, 6–2    |
| 1977 | Odprto prvenstvo ZDA         | Betty Stöve     | Billie Jean King Vitas Gerulaitis | 6–2, 3–6, 6–3    |
| 1978 | Odprto prvenstvo Anglije     | Betty Stöve     | Billie Jean King Ray Ruffels      | 6–2, 6–2         |
| 1978 | Odprto prvenstvo ZDA (2)     | Betty Stöve     | Billie Jean King Ray Ruffels      | 6–3, 7–6         |
| 1981 | Odprto prvenstvo Anglije (2) | Betty Stöve     | Tracy Austin John Austin          | 4–6, 7–6(2), 6–3 |

#### Porazi (6)
| Leto | Turnir                       | Partner            | Nasprotnika v finalu         | Rezultat finala |
| 1970 | Odprto prvenstvo ZDA         | Judy Tegart Dalton | Margaret Court Marty Riessen | 4–6, 4–6        |
| 1976 | Odprto prvenstvo ZDA (2)     | Betty Stöve        | Billie Jean King Phil Dent   | 6–3, 2–6, 5–7   |
| 1977 | Odprto prvenstvo Anglije     | Betty Stöve        | Greer Stevens Bob Hewitt     | 6–3, 5–7, 4–6   |
| 1979 | Odprto prvenstvo Anglije (2) | Betty Stöve        | Greer Stevens Bob Hewitt     | 5–7, 6–7(7)     |
| 1979 | Odprto prvenstvo ZDA (3)     | Betty Stöve        | Greer Stevens Bob Hewitt     | 3–6, 5–7        |
| 1980 | Odprto prvenstvo ZDA (4)     | Betty Stöve        | Wendy Turnbull Marty Riessen | 5–7, 2–6        |